# Превозно средство
Превозното средство (наричано също возило) е средство за транспорт на хора и товари. То не е живо: един кон може да пренася хора и товари, но не е превозно средство, докато каруцата е. Най-често превозните средства са направени от човек (например велосипеди, автомобили, влакове, кораби и самолети), но някои други предмети (например айсберги и плаващи дървени трупи) понякога също могат да бъдат наречени и използвани като превозни средства.
Задвижването може да бъде от животни (например при колесницата или файтона), но животните сами по себе си не биват считани за превозни средства. Това включва случая, когато човек носи друг човек (например дете).
Повечето наземни превозни средства се движат върху колела.

## Видове превозни средства
Самоходни
Самоходните превозни средства са снабдени със собствена силова установка /двигател/
- Автобус
- Автомобил
- Автомобилно-железопътно превозно средство
- Влак
- Дирижабъл
- Кораб
- Микробус
- Мотоциклет
- Самолет
- Съд на въздушна възглавница
- Танк
- Трамвай
- Тролейбус

Несамоходни
Несамоходните превозни средства използват външен източник на задвижване /външен двигател/
- Лодка
- Шлеп
- Полуремарке
- Ремарке
- Контейнер
- Каруца
- Рикша
- Сал
- Велосипед